# Рожков, Павел Андреевич
Павел Андреевич Рожков (род. 31 декабря 1986, Красноярск) — российский футболист, защитник.

## Биография
В детстве занимался каратэ и самбо, однако в итоге выбрал футбол. Занимался в красноярском микрорайоне Солнечный, первым тренером был Дмитрий Веретнов.
За красноярский «Металлург» дебютировал в 2004 году. Играл до 2010 года, когда «Металлург-Енисей» вышел в первый дивизион. После этого Рожков уехал в омский «Иртыш», однако в 2012 году вернулся в Красноярск. В «Енисее» отыграл два года, большую часть времени проводя в арендах в «Луч-Энергии» и «Сахалине».
В 2014 году перешёл в пензенский «Зенит», где не смог закрепиться в составе и ушёл в подольский «Витязь» на правах аренды. Спустя год вернулся в Красноярск, где играл за любительский клуб «Реставрация». В 2016 году сыграл несколько матчей за любительский «Белогорск», после чего вернулся в «Енисей», который тогда возглавил Андрей Тихонов. Играя за родной клуб, дважды помогал ему выигрывать бронзовые медали ФНЛ, а в 2018 году вместе с ним вышел в РФПЛ.
В премьер-лиге дебютировал 29 июля в матче с «Зенитом» (0:2), заменив на 92-й минуте Александра Зотова.

## Личная жизнь
Женат, сын. Болеет за лондонский «Арсенал».

## Достижения
- Первенство Футбольной национальной лиги
  - Бронзовый призёр (2016/2017, 2017/2018)
- Зона «Восток» второго дивизиона чемпионата России
  - Победитель (2005, 2010)